# Sascha Thom
Sascha Thom (* 26. Juli 1945 in der Tschechoslowakei als Alexandra Knesplová) ist eine deutsch-tschechische Schlagersängerin.

## Leben
Sascha Thom trat 1967 zum ersten Male in der DDR auf. An der Hochschule für Musik Franz Liszt Weimar erhielt sie über einen Fördervertrag der Konzert- und Gastspieldirektion Erfurt eine zweijährige Ausbildung in Gesang, Klavier und Tanz. Seit 1968 lebt sie in Berlin (damals noch Ost-Berlin). Seit dem Ende der 1970er Jahre entstanden einige Schallplattenaufnahmen bei Amiga sowie Aufnahmen beim Rundfunk der DDR. Mit dem Titel Es war kein Traum stand sie elfmal auf Platz 1 der DDR-Hitparade.
Das Repertoire der Sängerin umfasst Volkslieder, Schlager, Musical und Chansons. Zusammen mit ihrem Ehemann tritt sie noch gelegentlich auf.
Sie ist mit Konrad Körner verheiratet und lebt an den Kaulsdorfer Seen am Stadtrand von Berlin.

## Diskografie

### Alben
- Mein Lebensbild (Amiga, 1987)